# Ischnocolus rubropilosus
Ischnocolus rubropilosus är en spindelart som beskrevs av Eugen von Keyserling 1891. Ischnocolus rubropilosus ingår i släktet Ischnocolus och familjen fågelspindlar. Inga underarter finns listade i Catalogue of Life.